# Nikos Chrysogelos

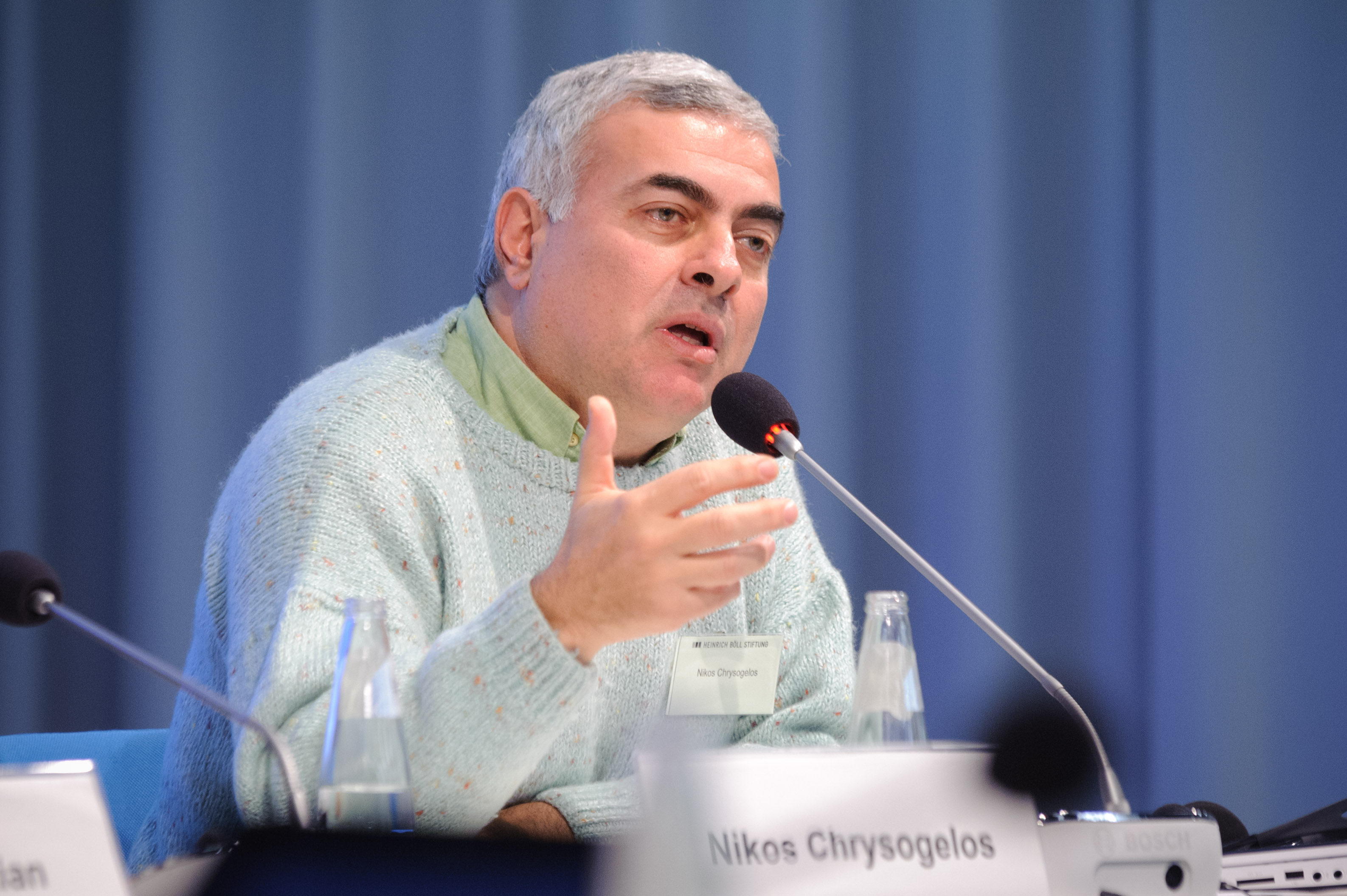
Nikos Chrysogelos (2012)

Nikos Chrysogelos (griechisch Νίκος Χρυσόγελος, * 13. Mai 1959 in Athen) ist ein griechischer Chemiker und Politiker der grünen Partei Prasini. Als Mitglied der grün-ökologischen Partei Ikologi Prasini rückte er am 2. Februar 2012 für Michalis Tremopoulos ins Europaparlament nach und gehörte bis 2014 der Grüne/EFA-Fraktion an.

## Aufgaben als EU-Parlamentarier
Chrysogelos war Stellvertretender Vorsitzender im Ausschuss für regionale Entwicklung; Mitglied in der Delegation für die Beziehungen zu Albanien, Bosnien und Herzegowina, Serbien, Montenegro sowie Kosovo sowie Stellvertreter im Ausschuss für Umweltfragen, öffentliche Gesundheit und Lebensmittelsicherheit und in der Delegation im Gemischten Parlamentarischen Ausschuss EU-Ehemalige Jugoslawische Republik Mazedonien.